# Dezmozin
Dezmozin je jedinjenje koje formira unakrsne peptidne veze putem tri alizinska bočna lanca i jednog nepromenjenog lizilnog bočnog lanac sa istim ili susednim polipeptidima.
On se prisutan u elastinu. Desmozin proizvodi žutu boju. Desmozin je odgovoran za gumi slična svojstva elastina.